# میروچ (مایدانپک)
میروچ (به صربی: Miroč) یک منطقهٔ مسکونی در صربستان است که در مایدانپک واقع شده‌است. میروچ ۴۰۶ نفر جمعیت دارد.